# Le Roncenay-Authenay
Le Roncenay-Authenay ist eine ehemalige französische Gemeinde mit 332 Einwohnern (Stand: 2020) im Département Eure in der Region Normandie. Sie gehörte zum Arrondissement Évreux.
Der Erlass vom 23. November 2015 legte mit Wirkung zum 1. Januar 2016 die Eingliederung von Le Roncenay-Authenay als Commune déléguée zusammen mit den früheren Gemeinden Condé-sur-Iton, Damville, Manthelon, Gouville und Le Sacq zur neuen Commune nouvelle Mesnils-sur-Iton fest.

## Geografie
Le Roncenay-Authenay liegt etwa 18 Kilometer südwestlich von Évreux und etwa 41 Kilometer südöstlich von Bernay am Iton.
Umgeben wird Le Roncenay-Authenay von der Nachbargemeinde und den Communes déléguées:
| Marbois                     |                                             |                             |
|                             | Kompassrose, die auf Nachbargemeinden zeigt | Damville (Commune déléguée) |
| Gouville (Commune déléguée) | Roman (Commune déléguée)                    |                             |

## Bevölkerungsentwicklung
| Le Roncenay-Authenay: Einwohnerzahlen von 1793 bis 2020                                                                    | Le Roncenay-Authenay: Einwohnerzahlen von 1793 bis 2020 | Le Roncenay-Authenay: Einwohnerzahlen von 1793 bis 2020 | Le Roncenay-Authenay: Einwohnerzahlen von 1793 bis 2020 | Le Roncenay-Authenay: Einwohnerzahlen von 1793 bis 2020 |
| --- | ------------------------------------------------------- | ------------------------------------------------------- | ------------------------------------------------------- | ------------------------------------------------------- |
| Jahr |                                                         |                                                         |                                                         | Einwohner                                               |
| 1793 | 1793                                                    |                                                         | 195                                                     | 195                                                     |
| 1800 | 1800                                                    |                                                         | 199                                                     | 199                                                     |
| 1806 | 1806                                                    |                                                         | 201                                                     | 201                                                     |
| 1821 | 1821                                                    |                                                         | 185                                                     | 185                                                     |
| 1831 | 1831                                                    |                                                         | 159                                                     | 159                                                     |
| 1836 | 1836                                                    |                                                         | 202                                                     | 202                                                     |
| 1841 | 1841                                                    |                                                         | 213                                                     | 213                                                     |
| 1846 | 1846                                                    |                                                         | 202                                                     | 202                                                     |
| 1851 | 1851                                                    |                                                         | 222                                                     | 222                                                     |
| 1856 | 1856                                                    |                                                         | 221                                                     | 221                                                     |
| 1861 | 1861                                                    |                                                         | 204                                                     | 204                                                     |
| 1866 | 1866                                                    |                                                         | 208                                                     | 208                                                     |
| 1872 | 1872                                                    |                                                         | 199                                                     | 199                                                     |
| 1876 | 1876                                                    |                                                         | 208                                                     | 208                                                     |
| 1881 | 1881                                                    |                                                         | 338                                                     | 338                                                     |
| 1886 | 1886                                                    |                                                         | 223                                                     | 223                                                     |
| 1891 | 1891                                                    |                                                         | 227                                                     | 227                                                     |
| 1896 | 1896                                                    |                                                         | 232                                                     | 232                                                     |
| 1901 | 1901                                                    |                                                         | 189                                                     | 189                                                     |
| 1906 | 1906                                                    |                                                         | 192                                                     | 192                                                     |
| 1911 | 1911                                                    |                                                         | 189                                                     | 189                                                     |
| 1921 | 1921                                                    |                                                         | 177                                                     | 177                                                     |
| 1926 | 1926                                                    |                                                         | 175                                                     | 175                                                     |
| 1931 | 1931                                                    |                                                         | 174                                                     | 174                                                     |
| 1936 | 1936                                                    |                                                         | 183                                                     | 183                                                     |
| 1946 | 1946                                                    |                                                         | 156                                                     | 156                                                     |
| 1954 | 1954                                                    |                                                         | 165                                                     | 165                                                     |
| 1962 | 1962                                                    |                                                         | 149                                                     | 149                                                     |
| 1968 | 1968                                                    |                                                         | 146                                                     | 146                                                     |
| 1975 | 1975                                                    |                                                         | 167                                                     | 167                                                     |
| 1982 | 1982                                                    |                                                         | 204                                                     | 204                                                     |
| 1990 | 1990                                                    |                                                         | 300                                                     | 300                                                     |
| 1999 | 1999                                                    |                                                         | 296                                                     | 296                                                     |
| 2006 | 2006                                                    |                                                         | 369                                                     | 369                                                     |
| 2013 | 2013                                                    |                                                         | 379                                                     | 379                                                     |
| 2020 | 2020                                                    |                                                         | 332                                                     | 332                                                     |
| Quelle(n): EHESS/Cassini bis 1999, INSEE ab 2006 Anmerkung(en): Ab 1962 offizielle Zahlen ohne Einwohner mit Zweitwohnsitz |                                                         |                                                         |                                                         |                                                         |

## Sehenswürdigkeiten
- Kirche Notre-Dame in Authenay